# Sharon Robinson
Sharon Robinson (San Francisco, 1958) è una cantante statunitense.

## Carriera
È nota per la sua frequente collaborazione con l'artista folk rock Leonard Cohen.
Nel corso della sua carriera, oltre che con Cohen, ha collaborato con Aaron Neville, Brenda Russell, Diana Ross, Don Henley, Michael Bolton, Randy Crawford, Patti LaBelle, Roberta Flack, The Temptations e altri artisti.
Nel 2008 ha pubblicato il suo primo album discografico da solista, dal titolo Everybody Knows.

## Discografia
Album solista
- Everybody Knows (2008)